# Sosnowka (rejon sosnowski)
Sosnowka (ros. Сосновка) – osiedle typu miejskiego w Rosji, w obwodzie tambowskim, ośrodek administracyjny rejonu sosnowskiego. W 2010 liczyło 9189 mieszkańców.

## Urodzeni
- Leonid Ramzin – radziecki inżynier.